# آية السيف

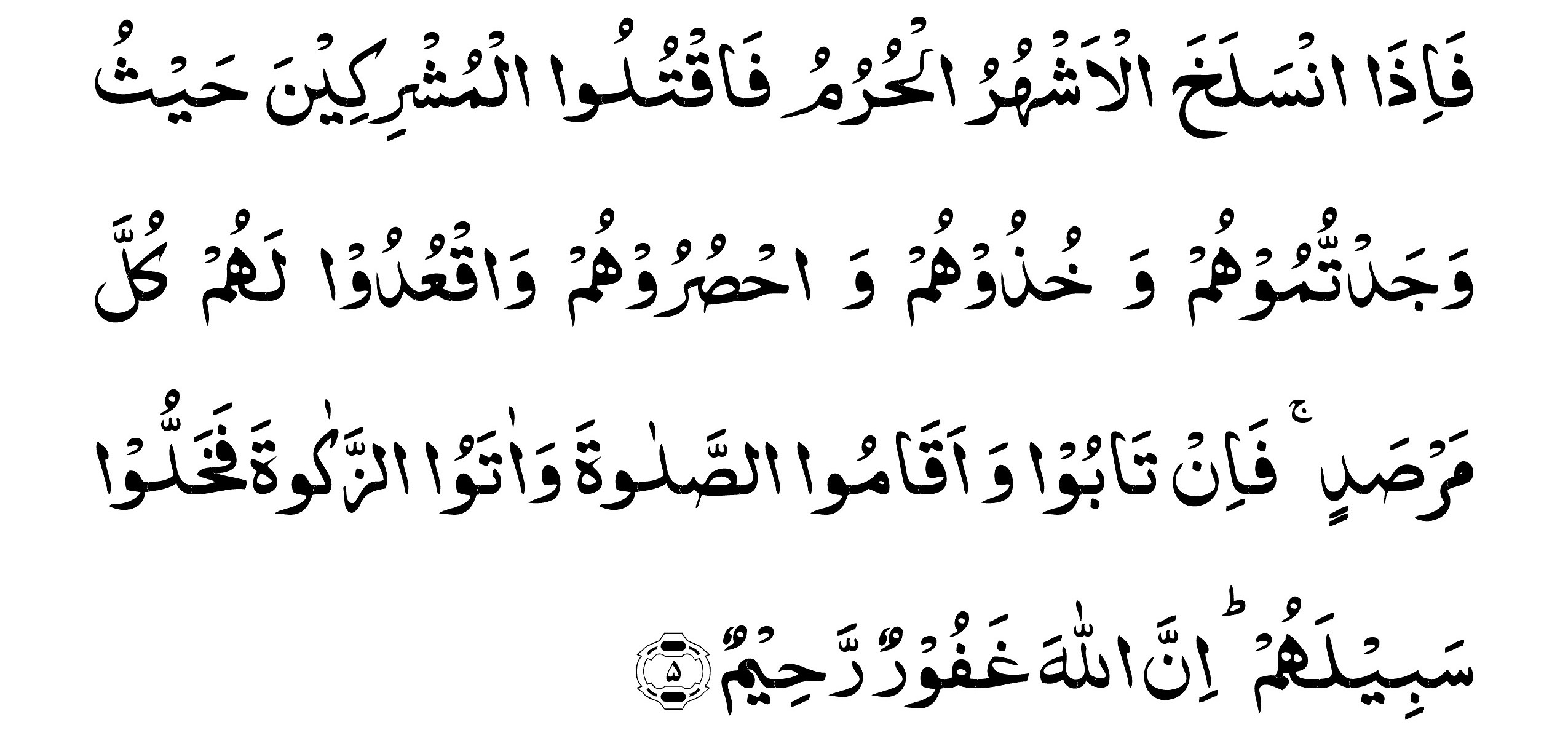
الآية رقم (5) من سورة التوبة، التفسير الميسر: فإذا انقضت الأشهر الأربعة التي أمَّنتم فيها المشركين، فأعلنوا الحرب على أعداء الله حيث كانوا، واقصدوهم بالحصار في معاقلهم، وترصدوا لهم في طرقهم، فإن رجعوا عن كفرهم ودخلوا الإسلام والتزموا شرائعه من إقام الصلاة وإخراج الزكاة، فاتركوهم، فقد أصبحوا إخوانكم في الإسلام، إن الله غفور لمن تاب وأناب، رحيم بهم.

آية السيف مصطلح إسلامي يستخدمه بعض علماء التفسير للإشارة إلى الآية الخامسة من سورة التوبة: ﴿فَإِذَا انْسَلَخَ الْأَشْهُرُ الْحُرُمُ فَاقْتُلُوا الْمُشْرِكِينَ حَيْثُ وَجَدْتُمُوهُمْ وَخُذُوهُمْ وَاحْصُرُوهُمْ وَاقْعُدُوا لَهُمْ كُلَّ مَرْصَدٍ فَإِنْ تَابُوا وَأَقَامُوا الصَّلَاةَ وَآتَوُا الزَّكَاةَ فَخَلُّوا سَبِيلَهُمْ إِنَّ اللَّهَ غَفُورٌ رَحِيمٌ ۝٥﴾ [التوبة:5]، وهي آية قرآنية استشهد بها نقاد الإسلام على نطاق واسع للإدعاء أن الدين يحرض ضد «الوثنيين» («المشركين»)، عند اجتزاء جزء من الآية (فَاقْتُلُوا الْمُشْرِكِينَ حَيْثُ وَجَدْتُمُوهُمْ)، في حين سياق الآية غالباً ما يُستثنى من الاستشهادات، وحتى الأجزاء الأخرى من الآية، التي تفرض قيودا لسابقتها، تنهي عن قتل المشركين عمومًا: ﴿وَإِنْ أَحَدٌ مِنَ الْمُشْرِكِينَ اسْتَجَارَكَ فَأَجِرْهُ حَتَّى يَسْمَعَ كَلَامَ اللَّهِ ثُمَّ أَبْلِغْهُ مَأْمَنَهُ ذَلِكَ بِأَنَّهُمْ قَوْمٌ لَا يَعْلَمُونَ ۝٦﴾ [التوبة:6].
يفسر مفسرا القرآن البيضاوي والآلوسي ومفسرون آخرون الآية على أنها تشير إلى فترة زمنية محددة، وتحديدًا إلى الوثنيين العرب الذين انتهكوا معاهدات السلام بينهم وبين المسلمين وبدأوا بشن الحرب ضد المسلمين.

## التفسيرات
وفقا للعديد من العلماء المسلمين فإن الآية تتعلق بحدث معين في التاريخ الإسلامي- وهو أن العرب الوثنيين أبرموا عهدا مع المسلمين ثم خالفوه. الآية السابقة مباشرة والتالية مباشرة وهما الرابعة والسادسة في السورة توضحان السياق: فقط أولئك الوثنيين الذين كسروا العهد سيكونون عرضة لتلك العواقب العنيفة، بحيث أن أي من الوثنيين الذين التزموا بالعهد أو تابوا عن خيانتهم سيتم العفو عنهم. في تعليقها على الآية التالية لها (السادسة في السورة)، تجلب أسماء أفسر الدين موقف أوائل المعلقين على الآية وكان الاتجاه العام المأخوذ هو أنها تتعلق بالعرب المشركين ولا تترجم إلى القتل العشوائي:
مجاهد بن جبر قال أن هذه الآية تضمن سلامة الناس الذين جاؤوا للاستماع إلى النبي يقرأ من القرآن حتى يعودوا إلى المكان الذي أتوا منه. تفسير ابن عباس يقول أن الآية تأمر النبي بإعطاء المعاملة الحسنة لأي شخص من بين المشركين يسأل عن ذلك حتى يتمكن من سماع تلاوة كلام الله. إذا لم يؤمن (يعتنق الإسلام)، يمنح الأمان للعودة إلى وطنه. وهذا لأنهم شعب لا يعلم وصايا الله ووحدانيته. بالمثل، يعلق هود بن محكم بأن المشركين الذين يطلبون الأمان من المسلمين من أجل الاستماع إلى كلمة الله يجب أن يمنحوا ذلك ويعودوا سالمين إلى مكانهم الأصلي، سواء اعتنقوا الإسلام أو لا. وهذا هو رأي مجاهد، على سبيل المثال. رأى ابن الكلبي أن الآية تشير بدلا من ذلك إلى مجموعة من المشركين الذين رغبوا في تجديد العهد مع محمد بعد أن مرت الأشهر الحرم. عندما طلب منهم محمد اعتناق الإسلام رفضوا وسمح لهم النبي بالعودة سالمين إلى ديارهم. يلاحظ أيضا ابن محكم أن الحسن البصري قد جعل هذه الآية آية محكمة وصالحة ليوم القيامة. علي القمي يؤكد بإيجاز أن هذه الآية تطلب من المسلمين أن يقرأوا القرآن إلى المشركين، ويشرحوا لهم ولا يظهروا لهم أي معارضة حتى يعودوا بأمان. ومن الجدير بالذكر أن تفسير فرات الكوفي اعتبر تلك الآية السادسة لاغية للآية الخامسة التي سبقتها وبالتالي تتجاوز على ما يبدو كحكم شامل بشأن المشركين والذي ورد في الآية الخامسة. وهو في هذا يتفق مع كثير من أسلافه أن المشركين الذين يطلبون الأمان من أجل الاستماع إلى كلمة الله يجب أن يمنحوا ذلك ثم سلميا يصطحبوا إلى منازلهم، بغض النظر عما إذا كانوا قد اعتنقوا الإسلام أم لا. الطبري يقول أن في هذه الآية الله ينصح محمد «إذا كان شخص ما من بين المشركين —أولئك الذين أمرت أن تحاربهم بعد مرور الأشهر الحرم— طلب منك يا محمد الأمان من أجل الاستماع إلى كلمة الله، فلتمنح هذه الحماية له حتى يتمكن من سماع كلمة الله.» ووفقا للآية، يتم اصطحابه إلى مكان آمن حتى لو رفض الإسلام ولم يؤمن بعد تلاوة النبي تلاوة القرآن أمامه. العلماء في الماضي الذي قد اتفقوا مع هذا التفسير يشملون بن إسحاق، السدي، مجاهد (كما ورد أعلاه).
في نفس الوقت، بخصوص الآية السادسة أيضا، ذاكرة رأي العلماء القرآنيين والمفسرين اللاحقين، ذكرت أن «في شرحه المختصر، يفسر الزمخشري هذه الآية حرفيا—أنه إذا طلب واحد من المشركين -الذين لا يوجد ميثاق معهم- الأمن من المسلمين من أجل الاستماع إلى القرآن إذن فإنه ينبغي منحه ذلك. بعد ذلك، أن يصطحب إلى منزله حيث يشعر بالأمان. أما فخر الدين الرازي، فـ» على عكس المفسرين السابقين، يعلق الرازي أن هذه الآية تدل على أن التقليد لا يكفي في الدين، وأن التحقيق والبحث عن البراهين (لاستدلال) هي متطلبات لا غنى عنها في الدين، حيث إذا تم الاكتفاء بالآية السابقة، كما يجادل، فإن هذه الآية لن تمنح حقا إلى هذا الكافر وأنه سيكون هناك مجرد الاختيار بين اعتناق الإسلام أو الموت. ولأن هذا لم يحدث، فهذا يؤكد أن المسلمين مطالبون بمنح السلوك الآمن إلى هذا الشخص وبالتالي تهدئة مخاوفه وإعطائه الفرصة للتعرف على الدين«. في حين أن الباحث الأندلسي القرطبي» يرفض آراء أولئك الذين يقولون أن هذه الآية سارية المفعول لمدة الأربعة أشهر المذكورة في الآية السابقة«. ويستنتج القرطبي أن هذه الآية هي محكمة وصالحة لجميع الأوقات.» حسب محمد عبد الحليم، مترجم القرآن:
كان هؤلاء المشركون العتاه في الجزيرة العربية، الذي لم يقبلوا شيئا سوى طرد المسلمين أو عودتهم إلى الوثنية، والذين كسر مرارا معاهداتهم، هم من تم أمر المسلمين بأن يتعاملوا معهم بنفس الطريقة – قتالهم أو طردهم.
حتى مع مثل هذا العدو، فإن المسلمين لم يأمروا ببساطة بالانقضاض عليهم بالمثل عن طريق كسر المعاهدة نفسها; بدلا من ذلك، صدر إنذار، وإعطاء إشعار للعدو أنه بعد الأربعة الأشهر الحرم المذكورة في الآية الخامسة أعلاه، فإن على المسلمين أن يشنوا الحرب عليهم. الفقرة الرئيسية من الجملة 'قتل المشركين' تم اعتبارها من قبل بعض الباحثين الغربيين أنها تمثل الموقف الإسلامي تجاه الحرب؛ حتى بعض المسلمين أخذوا هذا الرأي وزعموا أن هذه الآية نسخت الآيات الأخرى المتعلقة بالحرب. هذا هو محض خيال، وعزل لجزء صغير من الجملة. الصورة الكاملة هي في الآيات الخمس عشرة الأولى من السورة، والتي تعطي العديد من الأسباب لمحاربة هؤلاء المشركين. أنهم باستمرار كسروا اتفاقاتهم بمساعدة الآخرين ضد المسلمين، أنهم بدأوا الأعمال العدائية ضد المسلمين، منعوا الآخرين من أن يصبحوا مسلمين، طردوا المسلمين من المسجد الحرام وحتى من منازلهم. تذكر الآية على الأقل ثماني مرات جرائمهم ضد المسلمين. بما يتفق مع القيود المفروضة على الحرب في الآيات الأخرى في القرآن، يعفي سياق آية السيف المشركين الذين لم يكسروا الاتفاقات والذين يحافظون على السلام مع المسلمين (الآية السابعة). ويأمر أن هؤلاء الأعداء الذين يطلبون السلوك الآمن يجب أن تتم حمايتها ونقلهم إلى مكان آمن (الآية السادسة). كل هذا السياق مع جميع القيود المذكورة به، يتم تجاهله من قبل أولئك الذين ببساطة يقومون بعزل جزء من الجملة لبناء نظرية الحرب في الإسلام على ما يسمى 'آية السيف' حتى عندما لا يتم ذكر كلمة 'سيف' في أي مكان في القرآن.
وفقا لماهر حتحوت:
هذه الآية نزلت في أواخر فترة الوحي ولها سياق محدود. القتال تم تجميده لمدة ثلاثة أشهر خلال الفترة التي يتعهد فيها العرب بعدم شن الحرب. أوحي إلى النبي محمد لاستخدام هذه الفترة لتشجيع المحاربين للانضمام إلى صفوف المسلمين أو، إذا اختاروا، مغادرة المنطقة التي كانت تحت حكم المسلمين؛ ومع ذلك، إذا تم استئناف القتال، فإن على المسلمين القتال مرة أخرى حتى ينتصروا. يجب أن نلاحظ أنه حتى في سياق هذه الحرب، الآية تقوم بالتأكيد على الصفات الإلهية وهي الرحمة والمغفرة. للحد من القتال، أمر القرآن المسلمين بمنح اللجوء إلى أي شخص، حتى الأعداء، الذين يطلبون اللجوء. تتم دعوة الشخص اللاجئ وتعريفه برسالة القرآن ولكن لا إكراه في قبول هذه الرسالة. بعد ذلك، يصطحب إلى بر الأمان بغض النظر عن دينه. (الآية السادسة).
تذكر باتريشيا كرون أن الآية موجهة ضد مجموعة معينة متهمة بخرق العهد والعدوان وتستثني أولئك المشركين الذين بقوا أوفياء. تقول كرون أن هذه الآية يبدو أنها تستند إلى نفس القواعد سالفة الذكر. وهنا أيضا تم التأكيد على أن المرء يجب أن يتوقف عن القتال عندما يفعل ذلك العدو.
رافضا فكرة النسخ، الباحث محمد عبده «ناقلا عن آراء السيوطي، 'يقول عبده أن بعيدا عن الوضع التاريخي الذي كانت فيه الآية معنية مع إشارتها لمرور الأشهر الحرم الأربعة والوثنيين المكيين— الآيات الأخرى في القرآن الداعية إلى المغفرة واللاعنف لم تنسخ (لم يتم إلغاؤها)، بل تم تأجيلها مؤقتا (ليس نسخا، بل هو من قسم المنساً) في ذلك الظرف التاريخي.» يذكر الباحث الحديث محمد أسد أن الإذن بالقتال والقتل كان مقيدا للقبائل التي كانت بالفعل في حالة حرب مع المسلمين والذين قد أخلوا باتفاقات السلام وهاجموهم أولا.
مؤسس جماعة الإخوان المسلمين، حسن البنا، كان له نفس وجهات النظر، أن «آية السيف كانت موجهة فقط للمشركين وليس أهل الكتاب»، حيث طبقا لوصفه، تتناقض مع الآيات القرآنية «التي تطلب الدعوة إلى الإسلام بالحكمة والموعظة الحسنة وتنسب إلى الله الفصل النهائي يوم القيامة.» يؤمن يوسف القرضاوي أيضا أن الآية الخامسة سياقية (متعلقة بحدث).
الباحث السوري محمد سعيد رمضان اتبع نفس التفكير، حيث يعلق أنه «إذا كانت الآية الخامسة تأمر بالقتال مع المشركين حتى الموت أو قبول الإسلام، فإن هذا الأمر يتم سحبه في الآية التالية التي تحض المسلمين على توفير الملاذ الآمن إلى المشركين حتى وهم ما زالوا في الشرك. ويرفض رأي أولئك الذين يقترحون أن الآية الخامسة تبطل الآية السادسة ويرى أنه رأي تعسفي غير مسؤول؛ حيث هذا يخالف المعتاد في حكم الإلغاء بأن الآية اللاحقة قد تلغي الآية السابقة، وهو يشدد على أن فهم هؤلاء للآية الخامسة يتناقض مع العديد من آيات القرآن الأخرى التي نزلت في وقت لاحق والتطبيق العملي من الصحابة.»
وفقا لشوقي علام، مفتي الديار المصرية، فإن «المتطرفين قاموا بتعميم هذا الكلام على كل الناس بقتل المشركين أينما وجدتموهم، والآية تتحدث عن المشركين المتواجدين في مكة»، وذكر الآية التالية لها: «وَإِنْ أَحَدٌ مِّنَ الْمُشْرِكِينَ اسْتَجَارَكَ فَأَجِرْهُ».
تفسير مماثل للآية يقتصر على الحرب الدفاعية يوجد أيضا لدى مؤلفات الأحمدية، ولا سيما في كتاب محمد علي دين الإسلام. في الترجمة باللغة الإنجليزية للقرآن الكريم تحت إشراف الخليفة الرابع للأحمديين ميرزا طاهر أحمد ومع لم شمل آراء الخليفة ميرزا بشير الدين محمود، وكذلك العلماء الأحمديين مثل ميرزا بشير أحمد، مولوي شير علي ومالك غلام فريد فيما يتعلق بالآية الخامسة:
شن الحرب بعد انقضاء الأشهر الأربعة المحرمة لا ينطبق على جميع المشركين دون استثناء ولكن كان موجها فقط ضد أعداء الإسلام المعلنين حيث كانوا قد بدأوا الأعمال العدائية ضد الإسلام وقد تآمروا لطرد الرسول الكريم من المدينة. والسبب في تلك النهاية معطى في بعض الآيات التالية. 8-13. أما بالنسبة لأولئك المشركين الذين لم يكونوا مذنبين بالغدر، كانوا محميين (انظر 4 و7). ومن المؤسف للغاية أن عزل هذا الجزء من السياق من قبل بعض النقاد جعل هذه الآية أساس الهجوم ضد الإسلام، زاعمين أنها تطلب تدمير جميع غير المسلمين. القرآن والتاريخ يكذبان هذا الادعاء الذي لا أساس له من الصحة.